# Tommaso Orsolino
Tomaso Orsolino (Genova, 29 agosto 1587 – Genova, 12 maggio 1675) è stato uno scultore italiano esponente del barocco genovese.

## Biografia
Nacque a Genova attorno al 1587 dall'architetto Antonio Orsolino, originario di (Ramponio Verna).

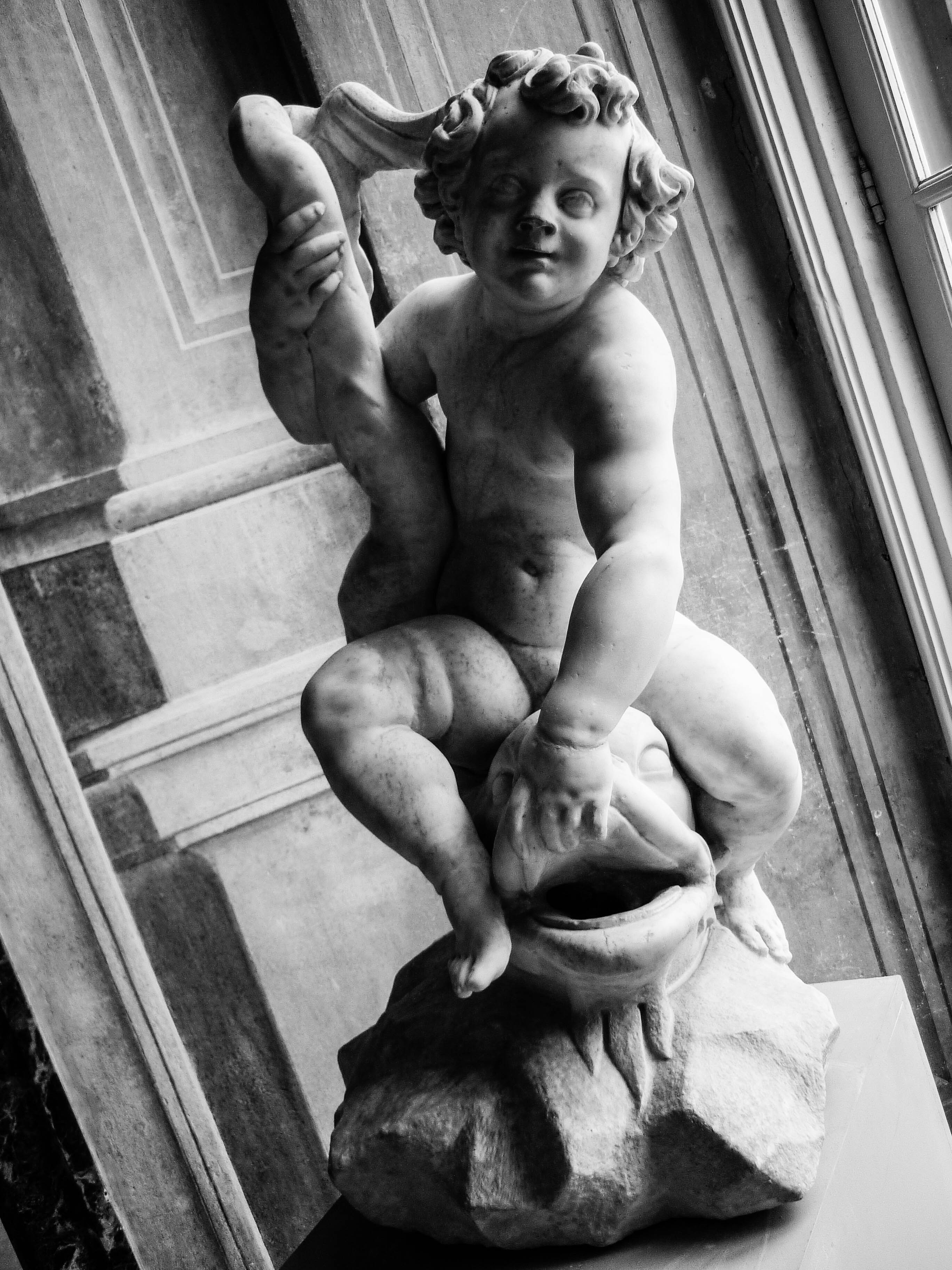
Palazzo Rosso, fontana

La sua prima opera nota con certezza è la Madonna con Gesù Bambino, in marmo di Carrara, nella navata destra della Basilica di Santa Maria delle Vigne a Genova, firmata e datata 1616. Seguono, con scarse varianti, le statue della Vergine per la chiesa delle clarisse di Santa Chiara a Genova Albaro e per la chiesa di San Domenico a Bonifacio, e la Madonna della Misericordia nella cripta dell'omonima chiesa a Genova Rivarolo.
Negli anni venti è titolare di una bottega a Genova, in Via Nova.
Del 1620 è la prestigiosa commissione per la chiesa dei gesuiti a Genova, di una statua raffigurante San Matteo e l'angelo, posta in una nicchia del presbiterio, e, pochi anni dopo, tra il 1624 e il 1626, del Presepe per la cappella Raggio, originale paliotto d'altare che costituisce uno dei suoi capolavori.
Seguirono quindi numerose commissioni da parte del patriziato genovese per le chiese della città:
la Cappella di Santa Teresa nella chiesa di Santa Maria del Carmine, Il Monumento funebre di Demetrio Canevari in Santa Maria di Castello, le statue di Giovanni Battista Grimaldi e Oliviero De Marini per l'ospedale di Pammatone.

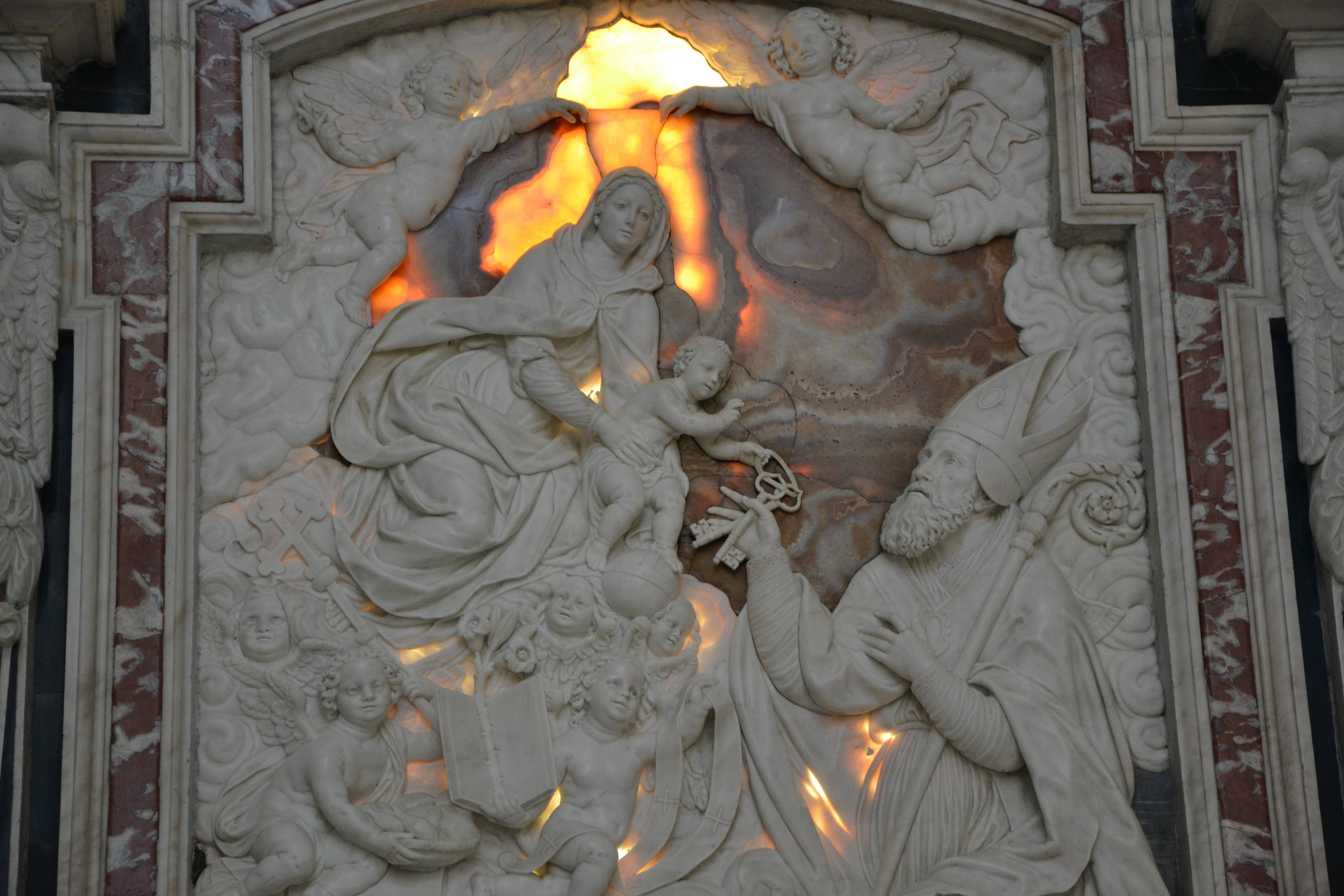
Altare di San Siro, Duomo di Pavia.

Nel 1628 è la partenza per Pavia dove lavorò con i suoi collaboratori nel cantiere della Certosa, lasciandovi numerose opere:
le statue raffiguranti Aronne, Mosè, Elia, Abramo e Melchisedek, i Santi Pietro e Paolo, la Madonna in trono, nel presbiterio, le sculture del tramezzo (ossia la Madonna, San Giovanni Evangelista, Maria Maddalena, Davide, Isaia, San Giovanni Battista e San Brunone), i paliotti dell'altare di San Brunone, firmato «T.O», della cappella di San Michele, e della cappella di San Siro e altre opere.
Sempre a Pavia realizzò l'altare maggiore e altri lavori in marmo nel santuario di Santa Maria di Canepanova, oltre all'altare dedicato a San Siro nello "scurolo" del duomo.
Rientrato nel 1635 a Genova, si dedicò ad importanti realizzazioni sia per chiese e palazzi genovesi, che per essere esportate in Spagna. In particolare:
la controfacciata di San Siro, nella chiesa di San Matteo, gentilizia dei Doria, la cappella dell'Annunziata, la cappella dell'Addolorata per la badia del Boschetto, la cappella Spinola ancora nella chiesa del Gesù, la grandiosa cappella della Nazione dei Genovesi nella cattedrale di Santa Cruz a Cadice, lavori (cornici, pilastri, scale, balaustre) per il palazzo genovese dei Giustiniani, tra i quali un busto del Cardinale Vincenzo Giustiniani, la cripta di Santa Marta della cattedrale di Tarascona. Nella chiesa di Santa Maria del Monte, sempre a Genova, il divisorio che introduce al coro è opera della bottega Orsolino.
Morì a Genova il 12 maggio 1675, e fu sepolto nella chiesa del Carmine.